# Ефект відомої жертви
«Ефект відомої жертви» позначає тенденцію людей надавати більшу допомогу, коли вони спостерігають нещастя та страждання конкретної особи, яку можна ідентифікувати, («жертви»), у порівнянні з великою, але слабко окресленою групою з нещастями/стражданнями того ж роду. Іншими словами, люди більше і частіше підтримують благодійницькі проєкти, якщо ці проєкти мають обличчя (напр., підтримка боротьби з голодом в Африці зросла після того, як були зняті ролики, що показували людей з історією).
Ефект також спостерігається, коли люди надають покарання, а не винагороду. При дослідженні учасники з більшою ймовірністю готові були покарати, навіть власним коштом, коли вони карали конкретних людей, яких могли ідентифікувати («порушників»).
Наявність персоніфікованої жертви часто переконує набагато краще, ніж абстрактна статистика.
Яскравий приклад у США, коли 13-річний хлопчик Раян Вайт захворів на СНІД внаслідок переливання йому зараженої крові та боровся за свої права до смерті через 6 років. Вважається, що його боротьба суттєво допомогла зміні ставлення американського суспільства до СНІДу та хворих на нього, чого не змогла зробити статистика та медичні аргументи. Після його смерті, конгрес США прийняв «Акт Раяна Вайта про турботу», за яким були профінансовані найбільші сервіси для людей зі СНІДом в США.
Ефект втілений у фразі (яка помилково приписується Йосипу Сталіну): «Одна смерть — це трагедія; мільйон смертей — це статистика».